# الحصة
الحصة إحدى قرى مركز طوخ التابع لمحافظة القليوبية بجمهورية مصر العربية.

## التاريخ
ذكرها علي مبارك في كتابه الخطط التوفيقية، حيث ذكر أنها قرية قديمة من قرى مديرية الغربية بقسم طوخ، وأن أهلها مسلمون مهنتهم الزراعة.

## السكان
بلغ عدد سكان الحصة 11,681 نسمة، حسب الإحصاء الرسمي لعام 2006.